# Laura Malvano
Laura Malvano (Torino, 1931 – Parigi, 2010) è stata una storica dell'arte italiana.

## Biografia
Figlia dei pittori Ugo Malvano e Nella Marchesini, sin dall'età di 18 anni militò nelle file del PCI, indi si iscrisse alla facoltà di Giurisprudenza dell'Università di Torino che abbandonò poco dopo in favore degli studi in storia dell'arte, laureandosi con una tesi su Barnaba da Modena. Dopo un periodo di viaggi tra la Spagna, gli Stati Uniti e l'Italia, dove insegnò in diversi licei, nel 1960 si trasferì in Francia, dove sviluppò l'interesse per le correnti artistiche contemporanee del Novecento, pur non abbandonando mai gli studi filologici sugli artisti dell'antichità.
Collaborò con numerose riviste tra cui l'Unità e la Rivista d'arte antica e moderna, e fu docente all'Università di Lilla. Tra le sue opere si ricordano una monografia su Gustave Courbet inclusa nella collana de I maestri del colore dei fratelli Fabbri e il saggio Naturalismo e realismo uscito nel 1971 come voce dell'Enciclopedia d'arte Feltrinelli-Fischer, nel quale indaga il concetto di realismo e la sua interazione tra pratica artistica e pratica discorsiva.

## Opere selezionate

### Articoli
- Da Ensor a Permeke: il contributo fiammingo alla pittura moderna, in l'Unità, 3 maggio 1970,  p. 14.
- Una grande mostra celebrativa di Henri Matisse a Parigi. Il pittore della gioia di vivere, in l'Unità, 10 maggio 1970,  p. 14.
- I paesaggi di P. H. de Valenciennes, in Prospettiva, n. 6, luglio 1976,  pp. 64-69.
- Simbolismo in Europa, in Prospettiva, n. 8, gennaio 1977,  pp. 72-77.
- Il dibattito intorno al realismo tra il 1855 e il 1865, in Histoire e Critique des Arts, n. 4-5, maggio 1978,  pp. 62-69.
- Nota critica basata sul testo di F. Antal, in Histoire e Critique des Arts, n. 7-8, dicembre 1978,  pp. 19-20.
- Il soggetto politico in pittura: eventi e storia negli anni della Rivoluzione, in Storia e critica delle arti, n. 13-14, 1980,  pp. 31-66.
- Fascismo e politica dell'immaginazione. Nota per una ricerca, in Mezzosecolo, n. 6, 1985-1986,  pp. 219-225.

### Saggi
- Giovanni Previtali (a cura di), Naturalismo e realismo, in Arte 2 (Enciclopedia Feltrinelli Fischer), Milano, Feltrinelli, 1971,  pp. 353-442.
- Giovanni Lista (a cura di), Futurismo e fascismo: dinamiche di relazioni ineguali, in Marinetti e futurismo, Losanna, L'Âge d'Homme, 1977,  pp. 62-171.
- Saint-Simon e la parte poetica del nuovo ordinamento, in Scritti per Maria Cionini-Visani, Torino, 1977,  pp. 157-160.
- Petit Larousse de la Peinture, in 93 voci su artisti, movimenti, struttura artistica dell'arte italiana del XX  secolo, Parigi, 1979.
- Pierre Milza e Fanette Roche-Pézard (a cura di), La politica artistica in regime totalitario. Il caso del fascismo, in Arte e Fascismo. Totalitarismo e resistenza al totalitarismo nelle arti in Italia, Germania e Francia dagli anni '30 alla sconfitta dell'Asse, Bruxelles, Éditions Complexe, 1989,  pp. 155-179.